# Genrich Wassiljewitsch Nowoschilow

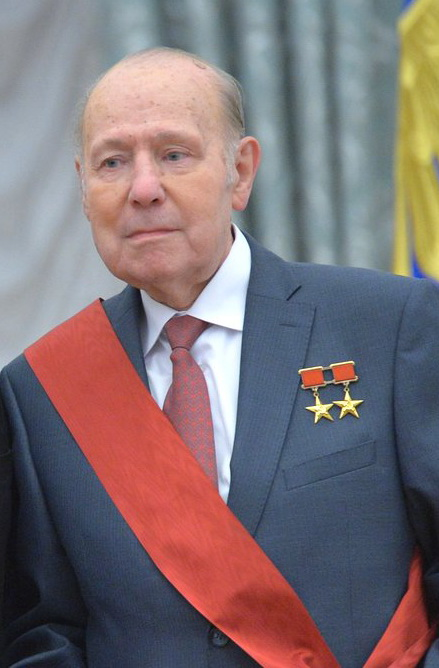
Genrich Wassiljewitsch Nowoschilow (2016)

Genrich Wassiljewitsch Nowoschilow (russisch Ге́нрих Васи́льевич Новожи́лов; * 27. Oktober 1925 in Moskau; † 28. April 2019 ebenda) war ein sowjetischer bzw. russischer Flugzeugkonstrukteur, Doktoringenieur und Professor. Das Mitglied der Akademie der Wissenschaften der UdSSR entwickelte verschiedene Varianten des schweren Militärtransportflugzeuges Il-76, das Passagierflugzeug Il-96 sowie das zweimotorige Propellerflugzeug Il-114. Der zweifache Held der sozialistischen Arbeit war von 1970 bis 2005 Generalkonstrukteur des Flugzeugherstellers Iljuschin.

## Leben
Nowoschilows Eltern waren Militärangehörige der sowjetischen Streitkräfte. Während des Deutsch-Sowjetischen Krieges wurde er nach Pensa evakuiert und absolvierte dort die Oberschule. Nach der Rückkehr nach Moskau arbeitete er am Lehrstuhl für Physik des Moskauer Staatlichen Luftfahrtinstituts und war dort ab 1943 Student der Fakultät für Flugzeugbau. 1949, nach erfolgreichem Abschluss des Studiums, begann er bei Iljuschin zu arbeiten. Er wirkte an der Entwicklung des Passagierflugzeuges Il-14 (Erstflug 1950), des reaktiven Bombers Il-46 (1952) sowie des Erdkampfflugzeuges Il-40 (1953) mit. Er war leitender Entwicklungsingenieur des Bombers Il-54, der aber nie in Serie gefertigt wurde. 1951 trat er in die KPdSU ein, war von 1956 bis 1958 Sekretär des Betriebsparteikomitees und anschließend Stellvertreter des Chefkonstrukteurs der Il-18. Als erster Stellvertreter des Generalkonstrukteurs leitete er ab 1964 die Serienproduktion der Il-62, wofür er 1970 zusammen mit weiteren Mitarbeitern des Luftfahrtkonsortiums mit dem Leninpreis ausgezeichnet wurde.
Am 28. Juli 1970 wurde Nowoschilow Generalkonstrukteur des Moskauer Maschinenbauwerkes „Strela“. Ab 1979 war er korrespondierendes Mitglied der Akademie der Wissenschaften der UdSSR, wurde 1984 zum ordentlichen Mitglied gewählt und übernahm dort Aufgaben im Bereich Mechanik und Prozessmanagement. Unter seiner Leitung entstanden Flugzeugtypen wie Il-76, Il-86, Il-96-300 und Il-114. Anschließend arbeitete er als Generalkonstrukteur, Vorsitzender des Direktorenrates und Hauptberater des Generaldirektors des Luftfahrtkonsortiums Iljuschin. Zuletzt war er Generalkonstrukteur ehrenhalber des Unternehmens.
Von 1986 bis 1991 war Nowoschilow Mitglied des Zentralkomitees der KPdSU und von 1974 bis 1989 Abgeordneter des Obersten Sowjets der UdSSR. Er war einer der Initiatoren des Moskauer Internationalen Luft- und Raumfahrtsalons.
Nowoschilow ist Autor des Buches „Über mich und Flugzeuge“ (2011) sowie zahlreicher wissenschaftlicher Arbeiten zur Aerodynamik des Flugzeugflügels, der Flugwerkssicherheit bei Beschädigungen und anderen. Er war Inhaber von etwa 130 Patenten.
Nowoschilow war verheiratet und hatte einen Sohn, der ebenfalls als Ingenieur für Luftfahrttechnik tätig ist.

## Auszeichnungen
- Medaille „Für heldenmütige Arbeit im Großen Vaterländischen Krieg 1941–1945“
- Ehrenzeichen der Sowjetunion (1957)
- Orden des Roten Banners der Arbeit (1966)
- Leninpreis (1970)
- Held der sozialistischen Arbeit (1971, 1981)
- Orden der Oktoberrevolution (1975)
- Medaille „Veteran der Arbeit“ (1984)
- Orden der Völkerfreundschaft (1992)
- Verdienstorden für das Vaterland 3. Klasse (1995)
- Verdienter Konstrukteur der Russischen Föderation (2005)
- Verdienstorden für das Vaterland 2. Klasse (2000)
- Verdienstorden für das Vaterland 1. Klasse (2016)
- weitere Medaillen